# Арме
«Арме» (баш. Әрме) — башкирская лирическая народная песня узун-кюй.

## История

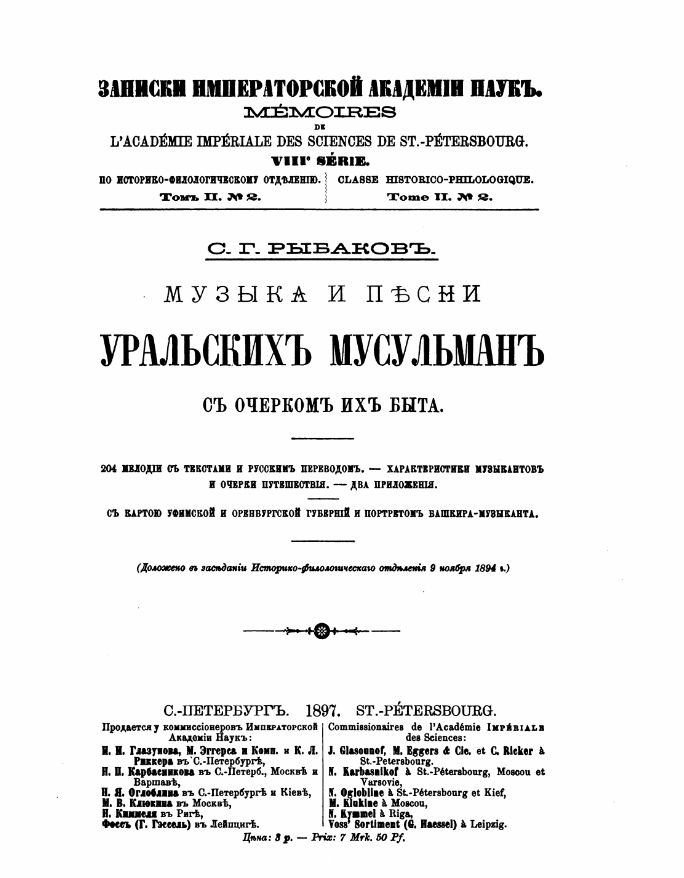
Книга С. Г. Рыбакова

Башкирская народная песня «Арме» («Армия») издавна пользовалась большой любовью у башкир и распространена в башкирском фольклоре. Первый вариант песни был записан и опубликован С. Г. Рыбаковым в книге «Музыка и песни уральских мусульман с очерком их быта». Другие варианты песни записывались И. В. Салтыковым, Л. Н. Лебединским.
Песня протяжная, имеет широкий диапазон и лирико-эпический характер.
Тематика песни — военная служба башкир. В песне нет конкретного исторического лица. В песне выражены мысли о родной стороне, ропоты, связанные со сторожевой службой башкир. Безымянный герой песни скучает по родным, уходящей жизни, дому. В словах песни обобщена судьба башкирского народа.

## Исполнители
Песню в разное время исполняли певцы А. Султанов, С. Абдуллин, М. А. Казакбаев.